# Vingåkersrevyn
Vingåkersrevyn var en lokalrevy i Vingåker i Sörmland under åren 1992–2002.

## Bakgrund
Vingåkersrevyn spelades i månadsskiftet april-maj åren 1992–2002 i Vidåkersskolans aula i Vingåker. Lokalpolitik och lokala företeelser var hörnstenar i revyn, liksom att det mesta av materialet skulle vara egenproducerat - och utan alltför många anspelningar på sex. Revyn arrangerades i samarbete med Studieförbundet Vuxenskolan i Vingåker.
Några av de som medverkade i revyn var: Niclas Strand, Helen Törnqvist, Jessica Wehlin (Håkansson), Conny Andersson, Cindy Pedersén (Malmström), Sarah Pedersén, Catrin Eriksson (Andersson) med flera. 

## Uppsättningar
- 1992 - Första gången
- 1993 - Å andra sidan
- 1994 - Farväl Tristess
- 1995 - Ge Fyr!
- 1996 - Kaffe med dopp
- 1997 - Sexpressen
- 1998 - Upp7tet
- 2000 - Låtto
- 2001 - Scenior
- 2002 - Auktion